# هيئة تمويل العلوم والتكنولوجيا والابتكار (مصر)
هيئة تمويل العلوم والتكنولوجيا والابتكار (صندوق العلوم والتنمية التكنولوجية سابقا) (بالإنجليزية: Science and Technology Development Funding Authority - STDF)‏ هي هيئة حكومية مصرية تتبع وزارة البحث العلمي أنشئت بموجب القانون رقم 150 لسنة 2019 كبديل لصندوق العلوم والتنمية التكنولوجية الذي تم انشاؤه بموجب قرار رئيس الجمهورية رقم 218 لسنة 2007. تتكفل الهيئة بتمويل البحث العلمي ودعم الباحثين المصريين عن طريق تقديم المنح البحثية للمتميزين منهم. ويختص المجلس بالتخطيط الاستراتيجي ووضع الرؤى المستقبلية للعلوم والتكنولوجيا واعتماد معايير الخطة التنفيذية ومتابعتها لتحقيق الأهداف الوطنية في البحث العلمي.

## القوانين والقرارات المنظمة
- قرار رئيس الجمهورية رقم 218 لسنة 2007: بإنشاء وتنظيم صندوق التعليم والتنمية التكنولوجية ويتبع وزير البحث العلمي.[4]
- قانون رقم 150 لسنة 2019: بإنشاء هيئة تمويل العلوم والتكنولوجيا والابتكار وتتبع وزير البحث العلمي، وتحل الهيئة محل صندوق العلوم والتنمية التكنولوجية.[5]

## التاريخ
شرعت وزارة البحث العلمي المصرية في عام 2006 في ممارسة طموحة لإصلاح أنشطة العلوم والتكنولوجيا في مصر. خلال عام 2007، وكانت من مخرجات تلك العملية إنشاء صندوق العلوم والتنمية التكنولوجية.
منذ بدايته شجع صندوق تنمية العلوم والتكنولوجيا (STDF) المجتمع العلمي المصري من خلال تمويل أوراق بحثية متميزة وإقامة شراكات علمية مع علماء من العديد من البلدان المتقدمة من أجل تتبع التقدم السريع في التكنولوجيا، والانفتاح على المجتمعات المختلفة، وكذلك، اتحادات اقتصادية جديدة، تتنافس على الساحة الدولية، تربط البحث العلمي والتطور التكنولوجي والتعاون مع مؤسسات المجتمع المدني لتفعيل دورها في نظام البحث العلمي المتكامل. وبالتالي، من الأهمية بمكان الاستمرار في تنفيذ الخطط والبرامج الجادة والطموحة لتعزيز البحث العلمي. بما ينعكس بشكل إيجابي على الاقتصاد الوطني والتنمية المجتمعية.
ثم تحولت لهيئة عامة باسم هيئة تمويل العلوم والتكنولوجيا والابتكار في عام 2019 

## الأهداف
لتحقيق رؤيتها وتحقيق مهمتها، يتم تحديد الأهداف التالية:
تحسين بيئة البحث والتطوير.
توفير التمويل للبحث العلمي والتطوير التكنولوجي.
دعم وتطوير القدرات الابتكارية لمجتمع العلوم والتكنولوجيا.
دعم الدورة الكاملة للبحث العلمي وتطوير المنتجات.
نشر المعلومات عن العلم والتكنولوجيا في مصر.
استكشاف آليات جمع الأموال لدعم أنشطة الصندوق.
تمكين دور STDF كمنظمة رئيسية لتمويل البحوث وتحسين أدائها بشكل مستمر.